# Półkula zachodnia
Półkula zachodnia – część kuli ziemskiej, półkula położona między południkami 0° a 180°, na zachód od tego pierwszego. Obejmuje wszystkie punkty oznaczone długością geograficzną zachodnią, tj. W.
W przeciwieństwie do podziału na półkule południową i północną, wynikające z ruchu obrotowego Ziemi i wyznaczenia płaszczyzny do niego prostopadłej, czyli równika, podział na półkulę zachodnią i wschodnią jest podziałem sztucznym. Opiera się on na sztucznie wyznaczonym południku zerowym.
Na półkuli zachodniej położone są dwa kontynenty: Ameryka Północna i Ameryka Południowa. Dlatego też często termin ten używa się jako określenie geopolityczne oznaczające obszar obu Ameryk.

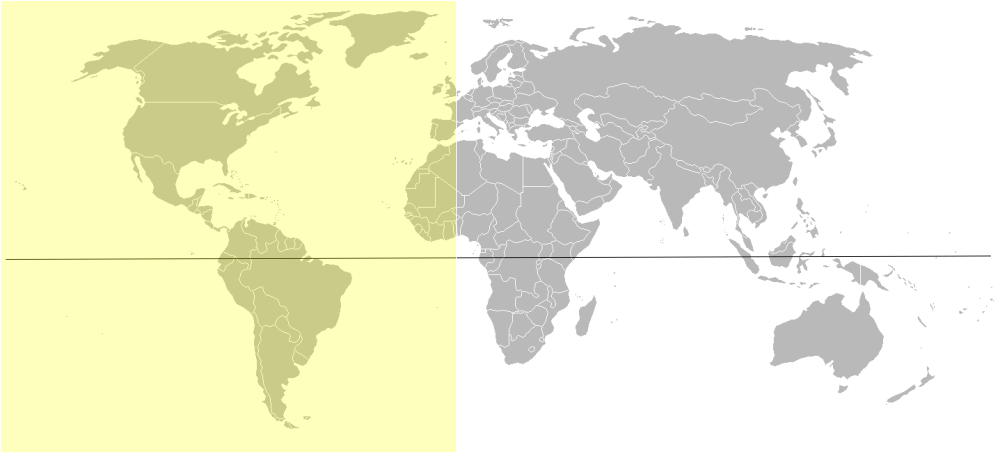
Półkule – zachodnia na żółtym tle (rozwinięcie Merkatora bez Antarktydy)
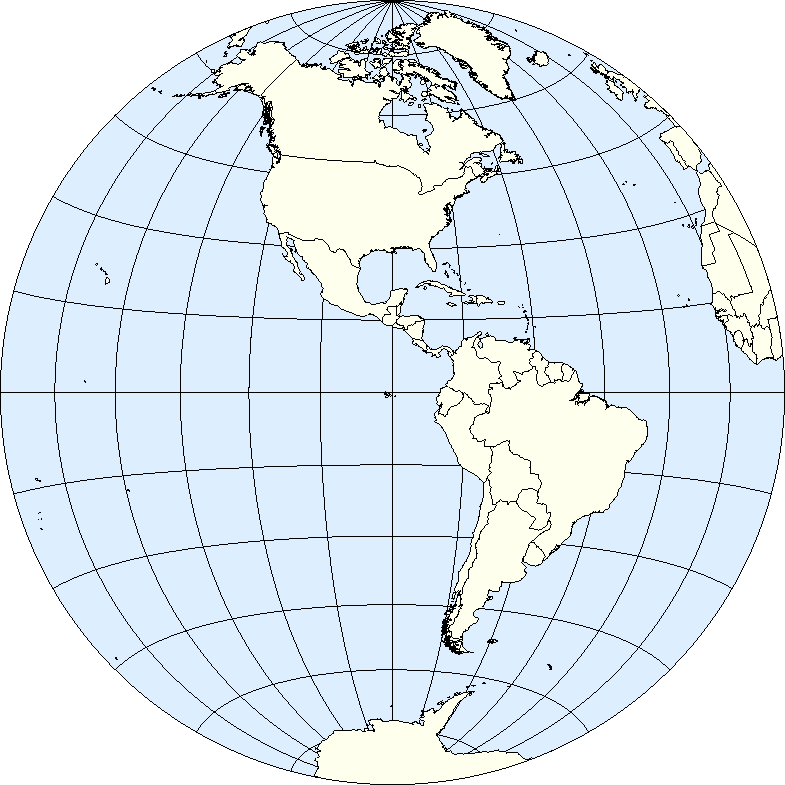
Półkula zachodnia